# Plateau de Calern
Pour les articles homonymes, voir Calern.
Le plateau de Calern est un plateau calcaire au paysage karstique situé en France sur les communes de Caussols et de Cipières, dans le département des Alpes-Maritimes en région Provence-Alpes-Côte d'Azur. Il a été intégré au Parc naturel régional des Préalpes d'Azur.

## Géographie
Le plateau est situé entre le plateau de Caussols au sud, la vallée du Loup à l'est au nord, et le vallon de Nans à l'ouest.
Son point culminant est le sommet de Calern, à 1 458 m. Le col de Rougiès s'élève à 1 334 m.

## Activités

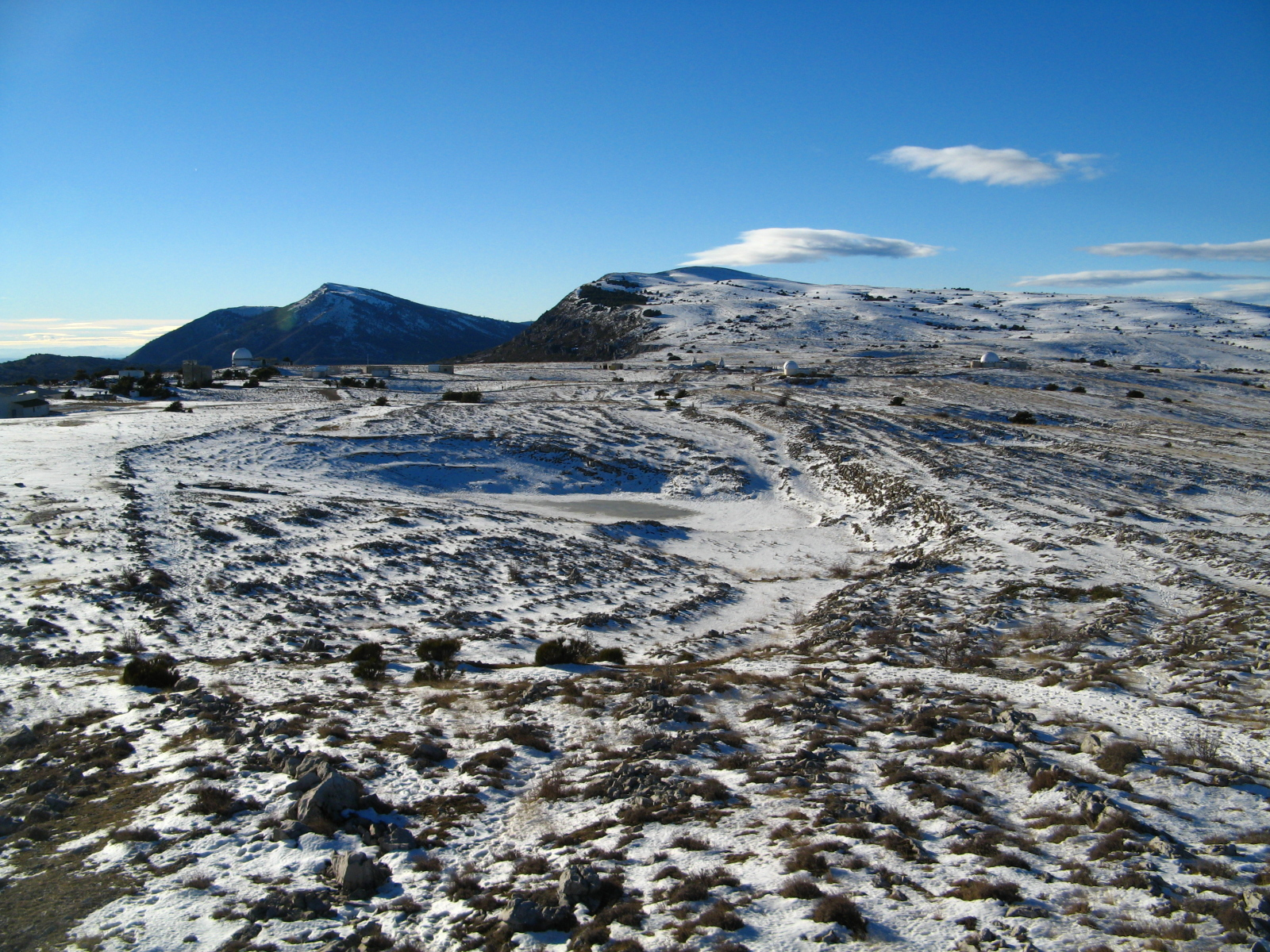
Observatoire de la Côte d'Azur sur le plateau de Calern

- Observatoire astronomique de Calern. Il a été inauguré en 1974. Il fait partie de l'Observatoire de la Côte d'Azur depuis la fusion du Cerga (sa première dénomination) avec l'Observatoire de Nice. Il dispose d'un laser calculant la  distance Terre-Lune en frappant les réflecteurs lunaires. Durant la saison estivale, des visites guidées permettent au grand public de découvrir ses équipements.
- Elevage ovin.
- Apiculture, favorisée par la végétation de garrigue (thym,..) et l'abondance de la lavande sauvage.
- Spéléologie. De nombreux avens ou gouffres se trouvent sur le plateau dont l'aven Calernaüm et l'aven des Baoudillouns.
- Randonnée pédestre. Le plateau est traversé par le GR4.